# Tuczno Trzecie
Tuczno Trzecie [ˈtut͡ʂnɔ ˈtʂɛt͡ɕɛ] là một khu định cư ở khu hành chính của Gmina Tuczno, thuộc hạt Wałcz, West Pomeranian Voivodeship, ở phía tây bắc Ba Lan. Nó nằm khoảng 5 kilômét (3 mi) về phía đông bắc của Tuczno, 20 km (12 mi) về phía tây của Wałcz và 110 km (68 mi) về phía đông của thủ đô khu vực Szczecin.
Trước năm 1945, khu vực này là một phần của Đức. Đối với lịch sử của khu vực, xem Lịch sử của Pomerania.
Khu định cư có dân số 20 người.